# IC 1960
IC 1960 је спирална галаксија у сазвјежђу Мрежица која се налази на листи објеката дубоког неба у Индекс каталогу.
Деклинација објекта је - 57° 12' 25" а ректасцензија 3h 32m 32,8s. Привидна величина (магнитуда) објекта IC 1960 износи 14,4 а фотографска магнитуда 15,2. IC 1960 је још познат и под ознакама ESO 155-50, PGC 13135.